# 超伝導電磁石

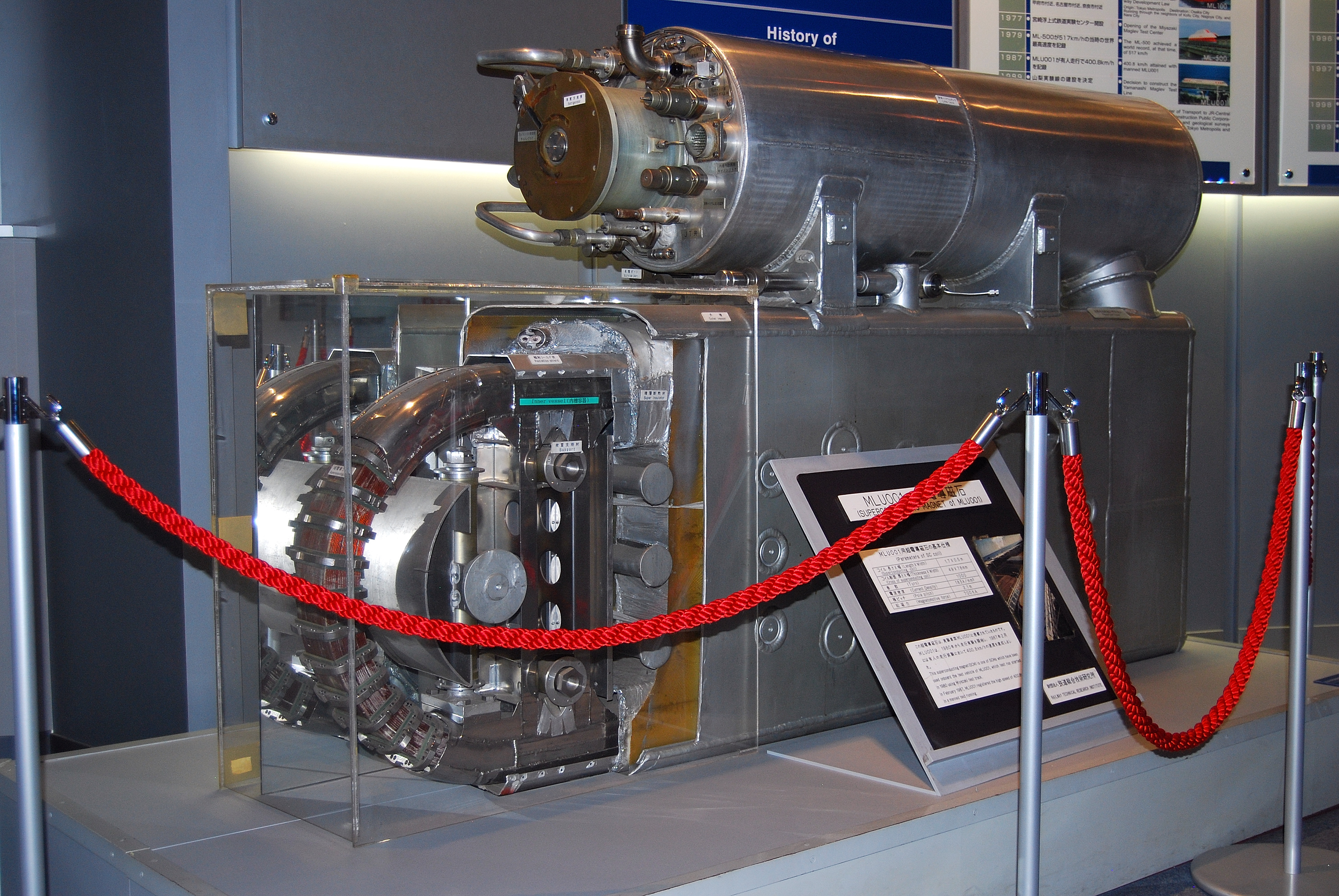
宮崎実験線で使用されていたMLU 001の超伝導電磁石，超伝導現象を作り出す為に上部に液体ヘリウムタンクが設置されている

超伝導電磁石（ちょうでんどうでんじしゃく、superconducting magnet、SC magnet）とは、超伝導体を用いた電磁石のことである。超伝導体は電気抵抗がなく発熱の問題もないので、通常の電磁石よりも強力な磁力を発生させることができる。核磁気共鳴分光法（NMR）、核磁気共鳴画像法 (MRI) ですでに実用化されており、もっとも超伝導現象を一般的に用いているものである。今後は磁気浮上式鉄道での実用が期待されている。超伝導磁石と書かれることもあり、工学分野では超電導電磁石（超電導磁石）とも書かれる。

## 概要
超伝導体は電気抵抗がゼロであるので永久に電気が流れ続け、発熱の問題もなく強力な磁力を発生させることができる。通常の金属を用いた電磁石で強い磁場を発生させるには大電流を流す必要があり、電気抵抗からくる金属の発熱という問題がでてくる。金属は温度が上がるにしたがって電気抵抗が上がる性質があるので、発熱すると抵抗が上がり続けるために流せる電流には限界がある。超伝導体は発熱しないという利点があるが、磁場に弱いという欠点がある。臨界磁場（超伝導現象を保てる磁場の限界）を越える磁場を発生させると超伝導現象は消失してしまう。外部から同等の磁場をかけた場合にも同じく超伝導現象は消失する。そのため材質には外部磁場に強い第二種超伝導体が用いられる。
超伝導体は転移温度（超伝導と常伝導の境目の温度）よりも温度を下げるほどに臨界磁場は高くなるので、材質の転移温度よりもずっと低い温度で使用されている。冷却剤には4.2K（ケルビン）の液体ヘリウムが多く使用されている。
何らかの原因により、超伝導現象が消失した場合（クエンチ）、急激に電気抵抗が発生してしまい、発熱により超伝導体が破損する恐れがあるため、普通、超伝導線細線を銅母線内に埋め込んである。この銅線は安全性を高めるために必要であり、超伝導現象が壊れたときに、超伝導体の代わりに電気を流す役目がある。通常は抵抗ゼロの超伝導体に電気は流れ、銅線には電流が流れないが、電流変化があると銅にも電流が流れ、逆に発熱の原因となる。
液体ヘリウムが不要でクエンチの可能性の低い高温超伝導バルク磁石を使用した機種で4.7 Tの磁石が登場している。高温超電導体は線材化が困難なため、超伝導磁石としての実用化が進まなかったが、近年ではREBCOによる線材化が可能になり、用途の拡大が期待される。

## 材質
実用化されている超伝導電磁石のほとんどは、ニオブチタン (NbTi) で構成されている。この材料の転移温度は10Kであり、4.2Kの状態で約12T（テスラ）の臨界磁場をもつ。転移温度18Kのニオブスズ (Nb3Sn) では、より高い臨界磁場をもつ電磁石を作ることができ、4.2Kの状態で25～30Tという臨界磁場まで耐えられる。 しかし、ニオブスズ (Nb3Sn) の線材を作るのは難しく高価なために、一般的にはニオブチタン (NbTi) が用いられている。
Nb3Snの臨界磁場よりもさらに高い磁場を発生させるには、銅酸化物高温超伝導体（イットリウム系超伝導体やビスマス系超伝導体）や二ホウ化マグネシウムなどの高い転移温度をもつ超伝導体を使用する研究が行われている。ビスマス系超伝導体を線材としたリニア用超伝導電磁石は、山梨実験線での走行試験に採用され、553km/hを問題なく記録した。ビスマス系超伝導体の転移温度は約110K(−163℃)であり、超伝導コイルは約20Kで冷凍機による直接冷却がなされ、液化ヘリウムや液体窒素といった冷媒が無い。二ホウ化マグネシウム (MgB2) は2000年に超伝導になることが発見されており、超伝導電磁石コイルの開発が、JR東海と独立行政法人物質・材料研究機構などの共同により行われている。この新しいコイルも、約20K (−253℃) で超電導状態の維持が可能であり、冷凍機による直接冷却が可能で、液化ヘリウムによる冷却の必要が無い利点がある。イットリウム系超伝導体の転移温度は約90K (−183℃) なのでビスマス系超伝導体よりも低く、実用化も遅れているが、強磁場発生には有利であるといわれている。

## クエンチ
クエンチ (quench) は超伝導コイルの一部が超伝導状態から抜けて常伝導状態に切り変わった時に発生する。これは臨界電流に到達したり、磁場の変化が急激すぎて渦電流の結果として生じる発熱のため、または微小な線材の動きによる摩擦による発熱などにより起こる。このため、超伝導体の性能通りの磁石を製作するには高度な巻き線技術が必要である。微小な部分で超伝導が破れると、その部分が急激なジュール加熱の原因となり周辺温度を上げ、そのためさらなる超伝導の破れが生じ、急激に磁石全体が常伝導となる。これを放置すれば巨大な爆音を伴って急激に極低温冷却液が沸騰する。局所的な発熱や大きな物理的な力を受けて部品が壊れることがあり、磁石そのものも焼損することがある。超伝導状態の消失 (quench) あるいは、急激な常伝導転移が周りの液体を沸騰させる様子を捉えて、焼けた鋼を水や油につける「焼入れ」 (quench) になぞらえたのが用語の語源である。
クエンチ時の磁気エネルギーの取り出しは重要であり、クエンチ発生時の初期段階での微小な電圧変化を捕らえてコイル中の大電流を外部回路に導き、外部で消費するよう工夫されている。2008年現在も設計段階にあるITERでは、トロイダル磁場コイルだけでも100GJ（ギガ・ジュール）ものエネルギーが蓄積されるため、真空遮断器と交流リアクトル、コンデンサのすべてが大型で多数が必要となって、装置はかなり大掛かりなものとなる。
なお本来はイレギュラーなクエンチを逆に利用し、「ある一定の条件がそろった瞬間に超伝導磁石の機能を失わせ」て、システム全体として何らかの機能を果たそうという発想もある。コイルガンの一種として構想される「クエンチガン」では、超伝導電磁石のコイルが弾丸通過時の発熱で超伝導状態を崩壊させ、コイルガンの制御でネックとなる「弾丸通過にあわせ電磁石を切らないと弾丸を加速する力と同じ力で弾丸が減速する」という問題を回避しようとするものである（→コイルガン#用途・可能性）。ただ、この方法ではイレギュラーであるクエンチを意図して引き起こすために「クエンチを起こす条件が均一であること」も求められ、現時点でそのような均一化されたものが得がたいことから、実用化の目処は立っていない。

## 応用
核磁気共鳴分光法（NMR）、核磁気共鳴画像法 (MRI) での超伝導電磁石
超伝導磁石を用いた装置はかなり大掛かりなものとなり、コイルの総重量は数百kgに達するため、設置場所の床はかなり頑丈である必要がある。コイルの軸は鉛直方向となっているため、磁場の方向も鉛直方向となる。コイルは液体ヘリウムの入ったデュワー瓶の内部に置かれ、液体ヘリウムの沸点 (4.2K) 以下に保持される。
液体ヘリウムは蒸発して失われていくため定期的に補充する必要がある。特に強力な磁場を発生させる超伝導磁石は、ヘリウムの沸点 (4.2K) では臨界磁場が不十分なため、液体ヘリウムをわずかに減圧して気化させて蒸発熱を奪い、超流動転移点 (2.1K) 以下まで冷却して臨界磁場を高めている。また比較的磁場が小さい装置では装置周囲への漏洩磁場を抑えるために遮蔽マグネットをつけたものがある。これはメインのマグネットとは逆向きの弱い磁場を発生させてマグネット外の磁場を抑えるためである。また液体ヘリウムは高価なため、蒸発を抑制するために、そのデュワー瓶の周囲に比較的安価な液体窒素をさらに充填して外部からの熱伝導を防いでいる。MRIでは既に液体ヘリウムの不要な二ホウ化マグネシウム (MgB2)を使用した装置が実用化されている。
磁気浮上式鉄道での超伝導電磁石
超電導リニアでは、車両側に浮上、推進両用の強力な磁力を安定して得るために超伝導電磁石が使用されている。
初期の超電導リニアのマグレブで使用されている超伝導電磁石のコイルは、ニオブ・チタン (NbTi) 合金系の極細多芯線を銅母材に埋め込んだものである。コイル内を流れる電流は700A程度である。具体的には、超伝導電磁石は、外部からの熱進入を抑えるため液化ヘリウムの入った内槽容器に入っている。さらに内槽容器は輻射シールド板が設けられ、液体窒素で約77K (−196℃) に冷却される。さらに内槽容器と外気の間の空気を抜き、真空状態になるように外槽容器に包まれている。仮に温度上昇により超伝導状態が解除されると大電流と発生した電気抵抗により急激に磁力が失われるクエンチ現象が起こる。
改良型のM10では高温超伝導磁石専用の車両設計となり冷凍機で磁石を直接冷却する方式に変更したため、液化ヘリウムが不要となる。
トカマク型核融合炉での超伝導電磁石
現在開発が進められているトカマク型核融合炉ITERの超伝導電磁石は、温度管理などは他の用途と同様の配慮が必要であり、さらにサイズが桁違いに大きいためにその力学的な応力に耐えられるだけのコイルそのものの強度も要求される。このため、超伝導ケーブルを鞘に入れた上でさらにそれを補強板の溝に埋め込んで強度を高めている。
重粒子線がん治療での超伝導電磁石
重粒子線の制御に超伝導磁石を使うことで、大幅な小型化と軽量化、省電力化に成功した。
発電機での超伝導電磁石
風力発電機の界磁に超伝導磁石を使うことで、効率が向上する。